# اریک فریبوری
اریک فریبوری (انگلیسی: Erik Friborg؛ ۲۴ ژانویه ۱۸۹۳ – ۲۲ مه ۱۹۶۸) ورزشکار ورزش دوچرخه‌سواری اهل سوئد بود.
وی در مسابقات کشوری و بین‌المللی در مجموع برندهٔ ۱ مدال طلا شده‌است.